# Benčani
Pour l’article homonyme, voir Bencani.
Benčani (en italien : Benzani) est une localité de Croatie située en Istrie, dans la municipalité de Višnjan, dans le comitat d'Istrie. En 2001, la localité comptait 24 habitants.

## Démographie
| 1948 | 1953 | 1961 | 1971 | 1981 | 1991 | 2001 |
| ---- | ---- | ---- | ---- | ---- | ---- | ---- |
| 54   | 43   | 46   | 34   | 32   | 24   | 24   |